# 克魯格 (伊利諾伊州)
克魯格（英語：Cruger）是位於美國伊利諾伊州伍德福德縣的一個非建制地區。該地的面積和人口皆未知。

## 地理
克魯格的座標為40°43′19″N 89°18′36″W / 40.72194°N 89.31000°W，而該地的平均海拔高度為231米（即758英尺）。